# Ekstraliga baseballowa (2022)
Ekstraliga baseballowa 2022 – 38. edycja ekstraligi baseballowej, organizowana przez Polski Związek Baseballu i Softballu. Triumfatorem rozgrywek została Stal Kutno.

## Runda zasadnicza
| Lp. | Drużyna           | Mecze | Mecze | Mecze | Punkty | Punkty | Punkty |
| Lp. | Drużyna           | M     | W     | P     | +      | –      | +/–    |
| --- | ----------------- | ----- | ----- | ----- | ------ | ------ | ------ |
| 1.  | Stal Kutno        | 16    | 15    | 1     | 181    | 46     | +135   |
| 2.  | Silesia Rybnik    | 16    | 9     | 7     | 97     | 119    | -22    |
| 3.  | Centaury Warszawa | 16    | 7     | 9     | 60     | 82     | -22    |
| 4.  | Gepardy Żory      | 16    | 5     | 11    | 63     | 115    | -52    |
| 5.  | Barons Wrocław    | 16    | 4     | 12    | 69     | 116    | -47    |

|  | Awans do rundy play-off |

### Wyniki
| Gospodarz/Gość    | KUT  | RYB   | WAR  | ŻOR  | WRO  |
| ----------------- | ---- | ----- | ---- | ---- | ---- |
| Stal Kutno        | —    | 11:3  | 15:4 | 10:0 | 8:1  |
| Stal Kutno        | —    | 12:2  | 11:4 | 12:2 | 5:0  |
| Silesia Rybnik    | 7:18 | —     | 4:2  | 9:2  | 5:4  |
| Silesia Rybnik    | 7:6  | —     | 3:0  | 8:7  | 7:6  |
| Centaury Warszawa | 2:5  | 4:3   | —    | 2:1  | 2:6  |
| Centaury Warszawa | 2:13 | 8:3   | —    | 1:0  | 14:3 |
| Gepardy Żory      | 0:3  | 15:5  | 5:8  | —    | 7:4  |
| Gepardy Żory      | 1:24 | 8:7   | 5:1  | —    | 2:1  |
| Barons Wrocław    | 2:17 | 4:6   | 5:2  | 13:2 | —    |
| Barons Wrocław    | 1:11 | 12:16 | 0:4  | 7:6  | —    |

## Runda play-off
|  |           |                   |           |                |   |       |            |       |
|  | Półfinały | Półfinały         | Półfinały |                |   | Finał | Finał      | Finał |
|  | Półfinały | Półfinały         | Półfinały |                |   | Finał | Finał      | Finał |
|  |           |                   |           |                |   |       |            |       |
|  |           |                   |           |                |   |       |            |       |
|  | 1         | Stal Kutno        | 3         |                |   |       |            |       |
|  | 1         | Stal Kutno        | 3         |                |   |       |            |       |
|  | 4         | Gepardy Żory      | 0         |                |   |       |            |       |
|  | 4         | Gepardy Żory      | 0         |                |   | 1     | Stal Kutno | 3     |
|  |           |                   |           |                |   | 1     | Stal Kutno | 3     |
|  |           |                   | 2         | Silesia Rybnik | 0 |       |            |       |
|  | 2         | Silesia Rybnik    | 2         | Silesia Rybnik | 0 | 3     |            |       |
|  | 2         | Silesia Rybnik    |           |                |   |       |            |       |
|  | 3         | Centaury Warszawa | 1         |                |   |       |            |       |
|  | 3         | Centaury Warszawa | 1         |                |   |       |            |       |
|  |           |                   |           |                |   |       |            |       |

### Półfinały
Stal Kutno vs Gepardy Żory
| Data       | Gospodarz    | Wynik | Gość         |
| ---------- | ------------ | ----- | ------------ |
| 27.08.2022 | Stal Kutno   | 21:0  | Gepardy Żory |
| 28.08.2022 | Stal Kutno   | 10:0  | Gepardy Żory |
| 03.09.2022 | Gepardy Żory | 0:25  | Stal Kutno   |

Silesia Rybnik vs Centaury Warszawa
| Data       | Gospodarz         | Wynik | Gość              |
| ---------- | ----------------- | ----- | ----------------- |
| 27.08.2022 | Silesia Rybnik    | 15:5  | Centaury Warszawa |
| 28.08.2022 | Silesia Rybnik    | 13:3  | Centaury Warszawa |
| 03.09.2022 | Centaury Warszawa | 6:2   | Silesia Rybnik    |
| 04.09.2022 | Centaury Warszawa | 2:14  | Silesia Rybnik    |

### Finał
| Data       | Gospodarz      | Wynik | Gość           |
| ---------- | -------------- | ----- | -------------- |
| 04.09.2022 | Stal Kutno     | 8:7   | Silesia Rybnik |
| 04.09.2022 | Stal Kutno     | 4:1   | Silesia Rybnik |
| 17.09.2022 | Silesia Rybnik | 6:15  | Stal Kutno     |

| Mistrz Polski 2022 Zwycięzcy |
| ---------------------------- |
| Stal Kutno 20. Tytuł         |

## Klasyfikacja końcowa
| Lp. | Klub              | Uwagi              |
| --- | ----------------- | ------------------ |
|     | Stal Kutno        | Mistrzostwo Polski |
|     | Silesia Rybnik    |                    |
|     | Centaury Warszawa |                    |
| 4.  | Gepardy Żory      |                    |
| 5.  | Barons Wrocław    |                    |